# Joachim Caesar
Joachim Caesar, född 30 maj 1901 i Boppard, död 25 januari 1974 i Kiel, var en tysk promoverad naturvetare och SS-Oberführer.

## Biografi
Under sin studietid var Caesar medlem i den paramilitära organisationen Jungdeutscher Orden. År 1927 promoverades han till doktor i naturvetenskap vid Halles universitet efter att ha lagt fram avhandlingen Untersuchungen über den Einfluß der Triebkraft des Saatgutes und der Verteilung der Pflanzen auf Versuchsflächen auf den Ertrag und Versuchsfehler: Ein Beitrag zur Technik des Sortenversuchs. Därefter undervisade han vid jordbruksskolan i Bad Oldesloe.
I september 1931 blev Caesar medlem i Nationalsocialistiska tyska arbetarepartiet (NSDAP) och Sturmabteilung (SA) och kom att verka inom Lebensborn, Tredje rikets särskilda avelsprogram. I juni 1933 flyttade han över från SA till Schutzstaffel (SS). Under en tid var han borgmästare i Bramfeld, en ort som 1937 inkorporerades i Hamburg.
Under andra världskriget fick Caesar i uppdrag att organisera plantager i de av Tyskland ockuperade östterritorierna. Dessa plantager skulle senare skötas av tyska nybyggare. År 1942 kommenderades han till Auschwitz för att där bli chef för jordbruksavdelningen. I Auschwitz stod Caesar under Rudolf Höss befäl. I maj 1944 inleddes förintelsen av de ungerska judarna och Caesar beordrades att delta i selektionerna av vilka personer som skulle sändas till gaskamrarna. Detta vägrade Caesar och fick lämna sin befattning.